# Saudiarabiens Grand Prix 2022
Saudiarabiens Grand Prix 2022, officiellt Formula 1 STC Saudi Arabian Grand Prix 2022, var ett Formel 1-lopp som kördes den 27 mars 2022 på Jeddah Corniche Circuit i Jeddah i Saudiarabien. Loppet var det andra loppet ingående i Formel 1-säsongen 2022 och kördes över 50 varv.

## Bakgrund
Tävlingshelgen ägde rum mellan den 25-27 mars 2022. Detta var det andra loppet som hölls i Saudiarabien efter det första som ägde rum i december 2021. Tävlingen ägde rum en vecka efter Bahrains Grand Prix och två veckor före Australiens Grand Prix.
Den 25 mars 2022 attackerades en oljedepå i Jeddah som ägs av oljebolaget Aramco, som även är en sponsor till formel 1. Oljedepån som attackerades låg cirka 16 km från banan och Jemenitiska Huthi-rebeller tog på sig sprängningen. Svart rök kunde ses under det första träningspasset. Det andra träningspasset försenades med 15 minuter för att möjliggöra ett akut möte mellan förarna, teamcheferna och Formel 1-chefen Stefano Domenicali. Formel 1 och arrangörerna meddelade att evenemanget skulle fortsätta som planerat, trots attacken.
Grand Prix Drivers' Association höll ytterligare ett möte med förarna kl. 22:00 lokal tid, och som ett resultat ledde detta till att alla förarna gått med på att delta under resten av tävlingshelgen. Mötet tog över fyra och en halv timmar att genomföra. Enligt BBC, såväl som förare, lugnades om att säkerheten var stark och förarna övertygades att tävla efter att ha blivit varnade för "konsekvenserna av att inte tävla", vilket enligt uppgift inkluderade att potentiellt bli portad från att lämna landet om det skulle ske en bojkott.

### Deltagare
Förarna och teamen var desamma som säsongens registrerade förare med undantag för Sebastian Vettel, som ersattes av Nico Hülkenberg för andra loppet i rad. Vettel återhämtar sig från sin covid-19-infektion då han testat positivt veckan innan, dagarna före Bahrains Grand Prix.

### Däck
Pirelli tilldelade däckföreningarna C2, C3 och C4, (betecknade hårda, medelhårda respektive mjuka).

## Ställning i mästerskapet före loppet
| Pos. | Förare            | Poäng |
| ---- | ----------------- | ----- |
| 1 ▬  | Charles Leclerc   | 26    |
| 2 ▬  | Carlos Sainz, Jr. | 18    |
| 3 ▬  | Lewis Hamilton    | 15    |
| 4 ▬  | George Russell    | 12    |
| 5 ▬  | Kevin Magnussen   | 10    |

| Pos. | Konstruktör    | Poäng |
| ---- | -------------- | ----- |
| 1 ▬  | Ferrari        | 44    |
| 2 ▬  | Mercedes       | 27    |
| 3 ▬  | Haas F1 Team   | 10    |
| 4 ▬  | Alfa Romeo     | 9     |
| 5 ▬  | Alpine-Renault | 8     |

- Notering: Endast de fem bästa placeringarna i vardera mästerskap finns med på listorna.

## Träning
Tre träningspass hölls under tävlingshelgen, vardera på en timme. De två första träningspassen hölls fredagen den 25 mars kl. 17:00 och 20:00 lokal tid. Det tredje träningspasset hölls kl. 17:00 den 26 mars. Ferraris Charles Leclerc toppade båda passen under fredagen trots att han och lagkamraten Carlos Sainz, Jr. tvingades bryta sin andra träning tidigt efter att de kolliderat med väggen.

## Kvalet
Kvalet ägde rum den 26 mars kl. 20:00 lokal tid och varade i en timme.
Det var en stor chock när Lewis Hamilton eliminerades redan i den första kvalrundan, det var första gången sedan Brasiliens Grand Prix 2017. Första kvalrundan rödflaggades efter att Nicholas Latifi kraschade. Den andra kvalrundan rödflaggades efter att Mick Schumacher genomgått en stor krasch som skadade bilen väsentligt, Schumacher klarade sig i stort sedd oskadd men skickades till sjukhus för medicinska undersökningar.
Sergio Pérez tog sin första pole position i karriären efter 214 starter. Med detta slog han rekordet för flest antal lopp innan pole position. Han blev den 103:e föraren genom historien att lyckas ta pole position i Formel 1.
Medan Schumacher därefter blev medicinskt godkänd för att tävla, valde Haas att endast köra med en bil med Kevin Magnussen. En reparation av Schumachers hårt skadade bil skulle kunna äventyra hans möjligheter att köra i Australiens Grand Prix på grund av ett begränsat utbud av reservdelar.
McLarens Daniel Ricciardo som ursprungligen kvalade på 12:e plats, fick ett treplaceringsstraff för att ha hindrat Alpines Esteban Ocon i den andra kvalrundan.
| Pos.                    | Nr. | Förare            | Konstruktör           | Kvaltider | Kvaltider | Kvaltider | Start- grid |
| Pos.                    | Nr. | Förare            | Konstruktör           | Q1        | Q2        | Q3        | Start- grid |
| ----------------------- | --- | ----------------- | --------------------- | --------- | --------- | --------- | ----------- |
| 1                       | 11  | Sergio Pérez      | Red Bull-RBPT         | 1:29,705  | 1:28,924  | 1:28,200  | 1           |
| 2                       | 16  | Charles Leclerc   | Ferrari               | 1:29,039  | 1:28,780  | 1:28,225  | 2           |
| 3                       | 55  | Carlos Sainz, Jr. | Ferrari               | 1:28,855  | 1:28,676  | 1:28,402  | 3           |
| 4                       | 1   | Max Verstappen    | Red Bull-RBPT         | 1:28,928  | 1:28,945  | 1:28,461  | 4           |
| 5                       | 31  | Esteban Ocon      | Alpine-Renault        | 1:30,093  | 1:29,584  | 1:29,068  | 5           |
| 6                       | 63  | George Russell    | Mercedes              | 1:29,680  | 1:29,618  | 1:29,104  | 6           |
| 7                       | 14  | Fernando Alonso   | Alpine-Renault        | 1:29,978  | 1:29,295  | 1:29,147  | 7           |
| 8                       | 77  | Valtteri Bottas   | Alfa Romeo-Ferrari    | 1:29,683  | 1:29,404  | 1:29,183  | 8           |
| 9                       | 10  | Pierre Gasly      | Alpha Tauri-RBPT      | 1:29,891  | 1:29,418  | 1:29,254  | 9           |
| 10                      | 20  | Kevin Magnussen   | Haas-Ferrari          | 1:29,831  | 1:29,546  | 1:29,588  | 10          |
| 11                      | 4   | Lando Norris      | McLaren-Mercedes      | 1:29,957  | 1:29,651  | N/A       | 11          |
| 12                      | 3   | Daniel Ricciardo  | McLaren-Mercedes      | 1:30,009  | 1:29,773  | N/A       | 141         |
| 13                      | 24  | Zhou Guanyu       | Alfa Romeo-Ferrari    | 1:29,978  | 1:29,819  | N/A       | 12          |
| 14                      | 47  | Mick Schumacher   | Haas-Ferrari          | 1:30,167  | 1:29,920  | N/A       | —2          |
| 15                      | 18  | Lance Stroll      | Aston Martin-Mercedes | 1:30,256  | 1:31,009  | N/A       | 13          |
| 16                      | 44  | Lewis Hamilton    | Mercedes              | 1:30,343  | N/A       | N/A       | 15          |
| 17                      | 23  | Alexander Albon   | Williams-Mercedes     | 1:30,492  | N/A       | N/A       | 16          |
| 18                      | 27  | Nico Hülkenberg   | Aston Martin-Mercedes | 1:30,543  | N/A       | N/A       | 17          |
| 19                      | 6   | Nicholas Latifi   | Williams-Mercedes     | 1:31,817  | N/A       | N/A       | 18          |
| 107 %-gränsen: 1:35,074 |     |                   |                       |           |           |           |             |
| 20                      | 22  | Yuki Tsunoda      | Alpha Tauri-RBPT      | Ingen tid | N/A       | N/A       | 193         |
| Källor:                 |     |                   |                       |           |           |           |             |

Noter
- ^1  – Daniel Ricciardo bestraffades med en tre-plats nedflyttning efter att ha blockerat Esteban Ocon i andra kvalrundan.[9]
- ^2  – Mick Schumacher kvalade på 14:e plats men avstod från att köra i loppet efter en krasch. Förare som kvalade bakom honom flyttades upp en plats på startgridden.[11]
- ^3  – Yuki Tsunoda misslyckades att sätta en kvaltid men tillåts ändå köra i loppet av domarna.

## Loppet
Loppet startade kl. 20:00 lokal tid den 27 mars och pågick under 50 varv.
Yuki Tsunodas bil drabbades av ett problem med kraftenheten på väg till startgridden, vilket hindrade honom från att starta sitt lopp.
Max Verstappen för Red Bull vann loppet efter ett drama under de sista varven mellan honom själv och Ferraris Charles Leclerc som kom tvåa enbart en halvsekund bakom Verstappen. Leclercs Stallkamrat Carlos Sainz, Jr. tog tredjeplats medan Verstappens stallkamrat Sergio Pérez som stått på pole position slutade fyra. George Russell för Mercedes tog femte plats följt av Esteban Ocon för Alpine. Lando Norris, Pierre Gasly, Kevin Magnussen och Lewis Hamilton tog resterande poängplatser.
Nicholas Latifi kraschade även i loppet. Daniel Ricciardo och Fernando Alonso var tvungna att bryta sina lopp efter att de strandades på banan då motorn gav upp. Valtteri Bottas bröt sitt lopp efter problem med motorn. Alexander Albon kolliderade med Lance Stroll i det 47:e varvet och bilen skadades. Albon körde in i depån och bröt sitt lopp med endast tre varv kvar.
| Pos.                                                           | Nr. | Förare            | Konstruktör           | Varv | Tid/Bröt    | Grid | Poäng |
| -------------------------------------------------------------- | --- | ----------------- | --------------------- | ---- | ----------- | ---- | ----- |
| 1                                                              | 1   | Max Verstappen    | Red Bull-RBPT         | 50   | 1:24:19,293 | 4    | 25    |
| 2                                                              | 16  | Charles Leclerc   | Ferrari               | 50   | +0.549s     | 2    | 191   |
| 3                                                              | 55  | Carlos Sainz, Jr. | Ferrari               | 50   | +8.097s     | 3    | 15    |
| 4                                                              | 11  | Sergio Pérez      | Red Bull-RBPT         | 50   | +10.800s    | 1    | 12    |
| 5                                                              | 63  | George Russell    | Mercedes              | 50   | +32.732s    | 6    | 10    |
| 6                                                              | 31  | Esteban Ocon      | Alpine-Renault        | 50   | +56.017s    | 5    | 8     |
| 7                                                              | 4   | Lando Norris      | McLaren-Mercedes      | 50   | +56.124s    | 11   | 6     |
| 8                                                              | 10  | Pierre Gasly      | Alpha Tauri-RBPT      | 50   | +62.946s    | 9    | 4     |
| 9                                                              | 20  | Kevin Magnussen   | Haas-Ferrari          | 50   | +64.308s    | 10   | 2     |
| 10                                                             | 63  | Lewis Hamilton    | Mercedes              | 50   | +73.948s    | 15   | 1     |
| 11                                                             | 24  | Zhou Guanyu       | Alfa Romeo-Ferrari    | 50   | +82.215s    | 12   |       |
| 12                                                             | 27  | Nico Hülkenberg   | Aston Martin-Mercedes | 50   | +91.742s    | 17   |       |
| 13                                                             | 18  | Lance Stroll      | Aston Martin-Mercedes | 49   | +1 varv     | 13   |       |
| 142                                                            | 23  | Alexander Albon   | Williams-Mercedes     | 47   | DNF         | 16   |       |
| RET                                                            | 77  | Valtteri Bottas   | Alfa Romeo-Ferrari    | 36   | DNF         | 8    |       |
| RET                                                            | 14  | Fernando Alonso   | Alpine-Renault        | 35   | DNF         | 7    |       |
| RET                                                            | 3   | Daniel Ricciardo  | McLaren-Mercedes      | 35   | DNF         | 14   |       |
| RET                                                            | 6   | Nicholas Latifi   | Williams-Mercedes     | 14   | DNF         | 18   |       |
| DNS3                                                           | 22  | Yuki Tsunoda      | Alpha Tauri-RBPT      | 0    | Startade ej | 19   |       |
| Snabbaste varvet: Charles Leclerc, Ferrari, 1:31,634 (varv 48) |     |                   |                       |      |             |      |       |
| Källor:                                                        |     |                   |                       |      |             |      |       |

Noter
- ^1  – Inkluderar en extra poäng för snabbaste varv.
- ^2  – Alexander Albon klassifierades eftersom han kört färdigt mer än 90% av racedistansen.
- ^3  – Yuki Tsunoda startade inte sitt lopp. Hans plats på startgridden stod tom.[12]

## Ställning i mästerskapet efter loppet
| Pos.   | Förare            | Poäng |
| ------ | ----------------- | ----- |
| 1 ▬    | Charles Leclerc   | 45    |
| 2 ▬    | Carlos Sainz, Jr. | 33    |
| 3 ▲ 16 | Max Verstappen    | 25    |
| 4 ▬    | George Russell    | 22    |
| 5 ▼ 2  | Lewis Hamilton    | 16    |

| Pos.  | Konstruktör    | Poäng |
| ----- | -------------- | ----- |
| 1 ▬   | Ferrari        | 78    |
| 2 ▬   | Mercedes       | 38    |
| 3 ▲ 7 | Red Bull       | 37    |
| 4 ▲ 1 | Alpine-Renault | 16    |
| 5 ▼ 2 | Haas F1 Team   | 12    |

- Notering: Endast de fem bästa placeringarna i vardera mästerskap finns med på listorna.